# Matlekovits Sándor
Matlekovits Sándor, gyakran Matlekovics Sándor formában (Pest, 1842. október 12. – Budapest, 1925. november 30.)  jogász, szakíró, politikus, egyetemi tanár, az MTA tagja (levelező 1873, rendes 1910, igazgatósági 1925). Nagy része volt az iparfelügyelői intézmény, a gyakorlati ipari szakoktatás, a kultúrmérnökség, a selyemtenyésztés és a Kereskedelmi Múzeum megszervezésében. Nevéhez fűződik az ipartörvény, vízjogi és bányatörvény megalkotása is.

## Életpályája
Középiskolai és jogi tanulmányait Pest-Budán végezte. 1865-ben a pesti egyetemen a nemzetgazdaságtan és pénzügytan magántanára lett. A kiegyezés után, 1867-től az akkor szervezett földművelés-, ipar- és kereskedelemügyi minisztérium fogalmazója, a vámügyek előadója. 
1878-ban miniszteri tanácsosi, 1880-ban államtitkári kinevezést kapott, melyről 1889 májusában lemondott és ekkor kapott valóságos belső titkos tanácsosi kinevezést. 1881 és 1887 között az apatini kerület, 1887-1892 között Budapest VII. kerületi, majd 1894 és 1902 között szabadelvű párti programmal  a gyergyószentmiklósi kerület országgyűlési képviselője volt. 1905. szeptember 11-én a főrendiház élethossziglani tagjává nevezte ki a király. 1907-ben az Országos Iparegyesület elnöke lett.
Ő volt az 1885. évi országos kiállítás elnöke.

## Díjai, elismerései
- a Szent István-rend középkeresztje

## Társadalmi megbízatásai
- Elnöke volt az Országos Iparegyesületnek és a Magyar Közgazdasági Társaságnak.

## Művei
- A magyar örökösödési jog alapelvei. Azoknak eredete, jogtörténelmi fejlődése és jelen állapota. Pest, 1864.
- Magyarország törvényei s országgyűléseinek működése nemzetgazdasági tekintetben, különösen a 18. század óta. Pest, 1865.
- A földbirtok a nemzetgazdaság jelenlegi álláspontja szerint rendezve. Tekintettel Magyarország törvényhozására. Pest, 1865.
- Nemzetgazdaságtan. Pest, 1867. (2. teljesen átdolgozott kiadás. Jogtanhallgatók igényeihez alkalmazva. Budapest, 1874.)
- Pénzügytan. Pest, 1868. (2. teljesen átdolgozott kiadás. Budapest, 1876.)
- Pénzügy és államháztartás. Pest, 1869. (Statisztikai előadások XIII.)
- A kereskedelmi szakoktatás. Tekintettel a kereskedelmi tanintézetek jelenlegi állapotára s a nálunk létesítendő reformokra. Pest, 1872.
- A nemzetgazdaságtan kézi könyve, kereskedelmi és ipartanodák számára. Pest, 1872. (Magyar és német szöveggel).
- A kereskedelem története. A pesti kereskedelmi akadémia megbizásából. Budapest, 1873.
- A részvénytársulati ügy törvényhozói szempontból. Budapest, 1873. (Értekezések a társadalmi tudományok köréből II. 9.)
- A vasúti különbözeti viteldíjak. Budapest, 1875.
- Az osztrák-magyar monarchia vámpolitikája 1850-től kezdve napjainkig. Budapest, 1877.
- Báró Wüllerstorf és a szabadkereskedés meghonosítása az osztrák-magyar monarchiában. Budapest, 1890. (Értekezések a társadalmi tudományok köréből X. 7.)
- Emlékbeszéd Apáthy István rendes tagról Matlekovics Sándor levelező tagtól. Budapest, 1891. (Az MTA Elhunyt Tagjai Fölött Tartott Emlékbeszédek)
- Die Zollpolitik der österreichischen-ungarischen Monarchie und des deutschen Reiches seit 1868 und deren nächste Zukunft. Altenburg, 1891.
- Magyarország államháztartásának története 1867–1893 I–II. Budapest, 1894.
- Adatok Magyarország államháztartásának történetéhez. Budapest, 1894.
- Magyarország közgazdasági állapota ezeréves fennállásakor. Budapest, 1898. (Különnyomat a kilenc kötetes munka II. kötéből)
- Az önálló magyar vámterület vámtarifája. Budapest, 1898.
- Das Königreich Ungarn volkswirthschaftlich und statistisch dargestellt. Altenburg, 1900.
- Die handelspolitischen Interessen Ungarns. In: Beiträge zur neuesten Handelspolitik Österreichs. Leipzig, 1901. 1-60; Online
- Gazdasági viszonyunk Ausztriával. I. Az első gazdasági kiegyezés. Budapest, 1903. (Országgyűlési Könyvtár II.)
- A vámpolitika mai helyzete. Budapest, 1905. (Közgazdasági Füzetek I.)
- Közös vámterület és a gazdasági elválás Ausztriától. Budapest, 1905.
- Az autonom vámtarifa. Budapest, 1906. (Különlenyomat a Közgazdasági Szemléből)
- Az autonom vámtarifa iparvédő jellege. Budapest, 1906. (Különlenyomat a Közgazdasági Szemléből)
- A vámpolitika új korszaka. Budapest, 1906. (Különlenyomat a Közgazdasági Szemléből)
- A kivándorlás. A Magyar Gyáriparosok Országos Szövetsége által tartott kivándorlási enquète eredménye. Budapest, 1907. (Különlenyomat a Közgazdasági Szemléből)
- Az új ipartörvénytervezet taglálása. Kiadja az Országos Iparegyesület. Budapest, 1908.
- Az önálló magyar vámterület és a magyar mezőgazdaság. Budapest, 1910. (Különlenyomat a Közgazdasági Szemléből)
- Az ipar alakulása a kapitalizmus korszakában. Budapest, 1911. (Az Országos Iparegyesület báró Kornfeld Zsigmond-könyvtára)
- Iparfejlesztés. Budapest, 1914. (Különlenyomat a Budapesti Szemléből)
- A nemzetközi kereskedés az utolsó 30 évben. Budapest, 1912. (Különlenyomat a Budapesti Szemléből)
- Vám- és kereskedelmi politika. Országos Kereskedelmi Kongresszus előadás. 1914. május 4–5. Budapest, 1914.
- Vámegyesülés Németországgal. Egy német-magyar-osztrák vámúnió. Budapest, 1915. (Különlenyomat a Budapesti Szemléből)
- Iparunk a népszámlálás adatai szerint. Budapest, 1916. (Különlenyomat a Közgazdasági Szemléből)
- ámelőnyök (Préférence); a német-magyar-osztrák gazdasági közeledés tervezett eszköze. Budapest, 1916. (Különlenyomat a Magyar Iparból)
- Az új ipartörvényről. Budapest, 1922.
- Vámpolitika és vámtarifa. Budapest, 1923.

Szerkesztésében jelent meg:
- közgazdasági és közművelődési állapota ezeréves fennállásakor és az 1896. évi ezredéves kiállítás eredménye I–IX.[halott link] Szterényi József közreműködésével. Budapest, 1897–1898. (Németül: Lipcse, 1900. Két kötet.).